# Чемпионы: Быстрее. Выше. Сильнее
«Чемпионы: Быстрее. Выше. Сильнее» — продолжение спортивной драмы «Чемпионы». Фильм снят по мотивам жизни и побед легендарных российских спортсменов режиссёром Артёмом Аксёненко. Фильм вышел в прокат 18 февраля 2016 года.

## Сюжет
Фильм состоит из трёх новелл, основанных на реальных фактах из жизни троих российских спортсменов — борца Александра Карелина, гимнастки Светланы Хоркиной и пловца Александра Попова. Это истории о том, как Хоркина, Попов и Карелин пришли к золотым медалям Олимпийских игр и стали легендарными спортсменами.
Светлана Хоркина
Света Хоркина, самая младшая в группе по спортивной гимнастике, получает приглашение в национальную сборную. Однако Москва совсем непохожа на провинцию — тут свои лидеры. Тихой и домашней Свете приходится нелегко. Высокая для спортивной гимнастики, Хоркина поначалу вызывает у тренеров сомнения. Но именно хрупкая и незаметная девочка из Белгорода впоследствии станет «Королевой брусьев» и олимпийской чемпионкой Сиднея-2000.
Александр Попов
К 25 годам Александр Попов уже стал двукратным олимпийским чемпионом и неоднократным чемпионом мира и Европы, за что получил прозвище «Русская торпеда». Олимпиада-1996 в Атланте покоряется Александру, и он уже планирует выступить на следующей Олимпиаде — в Сиднее-2000. Но хулиганское нападение и ножевое ранение ставят под угрозу не только спортивную карьеру Попова, но и его здоровье и жизнь в целом.
Александр Карелин
«Асфальтоукладчик» — именно так прозвали борца Александра Карелина в спортивных кругах. Трехкратный олимпийский чемпион, многократный чемпион мира и Европы, проигравший всего два боя за всю карьеру и выигравший 888 поединков, отличается крайней честностью, а также интеллигентностью и патриотизмом: Александр по-прежнему живёт не в Москве, а в родном Новосибирске. А случайное знакомство с латвийским журналистом Янисом, переживающим непростой период в жизни, ещё раз демонстрирует лучшие качества Карелина — целеустрёмленность, принципиальность и искренность.

## В ролях
| Актёр                    | Роль                                          |
| ------------------------ | --------------------------------------------- |
| Кристина Асмус           | гимнастка Светлана Хоркина                    |
| Сергей Бондарчук-младший | борец Александр Карелин                       |
| Евгений Пронин           | пловец Александр Попов                        |
| Егор Корешков            | журналист Янис                                |
| Александр Робак          | тренер Александра Попова Геннадий Турецкий    |
| Борис Полунин            | тренер                                        |
| Александр Галибин        | тренер по спортивной гимнастике Леонид Аркаев |
| Василий Мищенко          | тренер Светланы Хоркиной                      |
| Виктория Толстоганова    | мама Светланы Хоркиной                        |
| Сергей Сосновский        | тренер Александра Карелина                    |
| Дарья Екамасова          | супруга Александра Попова Дарья Шмелёва       |

## Производство
- Съёмки фильма «Чемпионы: Быстрее. Выше. Сильнее» начались в апреле 2015 года. Изначально планировалось, что картина будет состоять из четырёх историй: о борце Александра Карелине, прыгунье с шестом Елене Исинбаевой, пловце Александре Попове и гимнасте Алексее Немове[4], однако позже стало известно, что вместо двух новелл об Исинбаевой и Немове в фильме будет одна новелла о гимнастке Светлане Хоркиной[5].
- Первой была отснята новелла об Александре Карелине. В октябре 2014 года создатели фильма приезжали в Новосибирск[6], по словам сценариста Эмиля Никогосяна, «чтобы больше узнать об Александре Карелине, городе, в котором он родился, вырос и живёт»[7]. На роль Карелина рассматривались несколько кандидатов, однако в итоге был выбран Сергей Бондарчук-младший[8][9].
- В августе 2015 года стартовали съёмки новеллы о Светлане Хоркиной. Её роль сыграла Кристина Асмус[10]. По словам продюсера Георгия Малкова, выбор был таким в связи с тем, что «актриса даже внешне на неё похожа, к тому же находится в прекрасной физической форме»[11]. От дублёрши Асмус отказалась, решив сама выполнить все упражнения на брусьях[12][13]. Но в эфире радиостанции «Спорт FM» в день премьеры актриса рассказала, что она исполняла только трюки до Олимпиады. Остальные программы были исполнены пятью гимнастками. Весь съёмочный процесс новеллы о Хоркиной контролировала сама чемпионка[14][15][16].
- Сами спортсмены дали согласие на экранизацию своих историй[17], утверждали актёров на свои роли, помогали им в подготовке[14] и принимали участие в написании сценария[7].
- В ноябре 2015 года вышел первый тизер фильма, а в декабре — первый трейлер[18].